# Surazomus saturninoae
Espèce
Surazomus saturninoae est une espèce de schizomides de la famille des Hubbardiidae.

## Distribution
Cette espèce est endémique du Pará au Brésil. Elle se rencontre vers Bagre.

## Description
Le mâle holotype mesure 3,0 mm.

## Étymologie
Cette espèce est nommée en l'honneur de Regiane Saturnino.

## Publication originale
- Ruiz & Valente, 2019 : Description of A New Species of Surazomus (Arachnida: Schizomida), with Comments on Homology of Male Flagellum and Mating March Anchorage in the Genus. PLoS ONE, vol. 14, no 3, p. e0213268.